# Знаки почтовой оплаты Украины (2018)
Знаки почтовой оплаты Украины (2018) — перечень (каталог) знаков почтовой оплаты (почтовых марок), введённых в обращение почтой Украины в 2018 году.
В 2018 году было выпущено 90 почтовых марок, в том числе 89 памятных (коммеморативных) почтовых марок и одна стандартная марка девятого выпуска с литерным индексом «D» вместо номинала. Тематика коммеморативных марок охватывала юбилеи выдающихся деятелей культуры, памятники архитектуры Украины, знаменательные даты, виды представителей фауны и флоры и другие сюжеты. В обращение поступили марки номиналом от 5,0 до 15,00 гривны, а также марки с литерным номиналом «D», «V», «W», «Z».
Почтовые марки были напечатаны государственным предприятием «Полиграфический комбинат Украина».

## Список коммеморативных (памятных) марок
Порядок следования элементов в таблице соответствует номеру по каталогу марок Украины на официальном сайте Укрпочты (укр. КМД УДППЗ «Укрпошта»).
| № по каталогу                                                                | Изображение | Описание и источники | Номинал           | Дата выпуска         | Тираж   | Художник                     |
| ---------------------------------------------------------------------------- | ----------- | --- | ----------------- | -------------------- | ------- | ---------------------------- |
| № 1626                                                                       |             | «Олександр Шалімов. 1918-2006». с укр. — «Александр Шалимов (1918—2006)». | 5,00 гривен       | 23 января 2018 года  | 130 000 | Сергей Горобец               |
| № 1627 № 1628 № 1629 № 1630                                                  |             | Блок «Державні печатки України» з чотирьох марок: № 1627 «Печатка Української Центральної Ради. Михайло Грушевський (1866—1934)»; № 1628 «Велика печатка Української Народної Республіки. Володимир Винниченко (1880—1951)»; № 1629 «Ескіз печатки Державного Секретарства Української Держави. Павло Скоропадський (1873—1945)»; № 1630 «Печатка Директорії Української Народної Республіки. Симон Петлюра (1879—1926)». с укр. — «Блок «Государственные печати Украины» из четырёх марок: - Печать Украинской Центральной рады. Михаил Грушевский (1866—1934); - Большая печать Украинской народной республики. Владимир Винниченко (1880—1951); - Эскиз печати государственного секретариата Украинского государства. Павел Скоропадский (1873—1945); - Печать директории Украинской народной республики. Симон Петлюра (1879—1926)». | 9,00 гривен       | 22 января 2018 года  | 35 000  | Александр Харук Сергей Харук |
| № 1631                                                                       |             | «Олімпійська команда України». с укр. — «Олимпийская команда Украины/2018». | 9,00 гривен       | 23 января 2018 года  | 130 000 | Александр Харук Сергей Харук |
| № 1633                                                                       |             | Серія «Українські мультфільми» на самоклейному папері: «Викрадена принцеса. Руслан і Людмила». с укр. — «Серия „Украинские мультфильмы“. Анимационный сериал „Краденая принцесса. Руслан и Людмила“». | 5,00 гривен       | 30 марта 2018 года   | 100 000 | Animagrad. Animation studio  |
| № 1634                                                                       |             | Серія «Українські мультфільми» на самоклейному папері: «Хом’як Вінницький. “Викрадена принцеса. Руслан і Людмила”». с укр. — «Серия „Украинские мультфильмы“. Хомяк Винницкий. Анимационный сериал „Краденая принцесса. Руслан и Людмила“». | 5,00 гривен       | 30 марта 2018 года   | 100 000 | Animagrad. Animation studio  |
| № 1635 № 1636                                                                |             | Блок «Трипілля. Культурні епохи України»: Землеробство; Ливарна справа. с укр. — «Блок „Триполье“: - Земледелие; - Литьё». | 9,00 15,00 гривен | 24 апреля 2018 года  | 30 000  | Александр Харук Сергей Харук |
| № 1637                                                                       |             | «100-річчя підняття кораблями Чорноморського флоту Українського прапора (29 квітня 1918 року)». с укр. — «100-летие поднятия кораблями Черноморского флота Украинского флага (29 апреля 1918 года)». | 5,00 гривен       | 27 апреля 2018 года  | 130 000 | Владимир Таран               |
| № 1638                                                                       |             | «Супрематична композиція 1 (1916). Казимир Малевич. 1878—1935». с укр. — «Марочный лист „Супрематическая композиция 1“ (1916). Казимир Малевич (1878—1935)». | 5,00 гривен       | 28 апреля 2018 года  | 130 000 | Владимир Таран               |
| № 1639                                                                       |             | «UEFA Champions League Final Kyiv 2018 (Фінал Ліги Чемпіонів УЄФА. Київ — 2018)». с укр. — «UEFA Champions League Final Kyiv 2018 (Финал Лиги Чемпионов УЕФА, Киев — 2018)». | 9,00 гривен       | 20 мая 2018 года     | 130 000 |                              |
| № 1640                                                                       |             | Серія «Мости України»: «Міст Чотирьох Євангелістів». с укр. — «Серия „Мосты Украины“: Мост Четырёх Евангелистов». | Z                 | 27 июня 2018 года    | 130 000 | И. Медведовская              |
| № 1641                                                                       |             | Серія «Мости України»: «Віадук, с. Плебанівка». с укр. — «Серия „Мосты Украины“: Виадук, село Плебановка». | W                 | 27 июня 2018 года    | 130 000 | И. Медведовская              |
| № 1644                                                                       |             | «Михайло Врубель. Дівчинка на тлі персидського килима. 1886». с укр. — «Михаил Врубель. Девочка на фоне персидского ковра (1886)». | 5,00 гривен       | 19 июня 2018 года    | 130 000 | Михаил Врубель               |
| № 1645 № 1646 № 1647                                                         |             | Блок «Михайло Врубель. 1856—1910» з трьох марок: № 1645 «Михайло Врубель. Янгол з кадилом та свічкою. 1887»; № 1646 «Михайло Врубель. Дівчинка на тлі персидського килима. 1886»; № 1647 «Михайло Врубель. 1856-1910». с укр. — «Блок Михаил Врубель (1856—1910) из трёх марок: - Ангел с кадилом и свечой (1887); - Девочка на фоне персидского ковра (1886); - Михаил Врубель (1856—1910)». | 7,50 5,00 гривен  | 27 июля 2018 года    | 30 000  | Михаил Врубель               |
| № 1648 № 1649 № 1650 № 1651 № 1652 № 1653 № 1654                             |             | Марковий аркуш «Комахи України»: «Цикада звичайна (лат. Lyristes plebejus)» «Красуня діва (лат. Calopteryx virgo)» «Мінливець малий (лат. Apatura ilia)» «Богомол звичайний (лат. Mantis religiosa)» «Бабка жовта (лат. Sympetrum flaveolum)» «Коник сірий (лат. Decticus verrucivorus)» «Садовий джміль (лат. Bombus hortorum)». с укр. — «Марочный лист „Насекомые Украины“». | 7,50 гривен       | 3 июля 2018 года     | 30 000  | Александр Харук Сергей Харук |
| № 1655                                                                       |             | Серія «Лікарські та медоносні рослини»: Валеріана лікарська. с укр. — «Серия „Лекарственные и медоносные растения“: Валериана лекарственная». | 5,00 гривен       | 13 июля 2018 года    | 130 000 | Наталия Кохаль               |
| № 1656                                                                       |             | Серія «Лікарські та медоносні рослини»: Медунка темна. с укр. — «Серия „Лекарственные и медоносные растения“: Медуница тёмная». | 5,00 гривен       | 13 июля 2018 года    | 130 000 | Наталия Кохаль               |
| № 1657                                                                       |             | Серія «Лікарські та медоносні рослини»: Шипшина звичайна. с укр. — «Серия „Лекарственные и медоносные растения“: Шиповник обыкновенный». | 5,00 гривен       | 13 июля 2018 года    | 130 000 | Наталия Кохаль               |
| № 1658                                                                       |             | Серія «Лікарські та медоносні рослини»: Звіробій плямистий. с укр. — «Серия „Лекарственные и медоносные растения“: Зверобой пятнистый». | 5,00 гривен       | 13 июля 2018 года    | 130 000 | Наталия Кохаль               |
| № 1659                                                                       |             | Серія «Лауреати Нобелівської премії»: Зельман Ваксман. 1888—1973. с укр. — «Серия „Лауреаты Нобелевской премии“: Зельман Ваксман (1888—1973)». | 7,50 гривен       | 22 июля 2018 года    | 130 000 | Владимир Таран               |
| № 1660                                                                       |             | Серія «Кохання – це життя!»: О. Гудима «Наречена». с укр. — «Серия „Любовь — это жизнь!“: Олеся Гудыма „Невеста“». | 5,00 гривен       | 14 августа 2018 года | 130 000 | Олеся Гудыма                 |
| № 1661                                                                       |             | Серія «Кохання – це життя!»: В. Максимович «Поцілунок». с укр. — «Серия „Любовь — это жизнь!“: В. Максимович „Поцелуй“ (1913)». | 7,50 гривны       | 14 августа 2018 года | 130 000 | Всеволод Максимович          |
| № 1662                                                                       |             | Серія «Кохання – це життя!»: В. Баринова-Кулеба «Мама і дитятко». с укр. — «Серия „Любовь — это жизнь!“». | 9,00 гривен       | 14 августа 2018 года | 130 000 |                              |
| № 1663                                                                       |             | «Андрій Кузьменко. 1968—2015. Скрябін». с укр. — «Андрей Кузьменко (1968—2015). Скрябін». | 9,00 гривен       | 17 августа 2018 года | 130 000 | Автор фото: Елена Божко      |
| № 1664 № 1665 № 1666 № 1667                                                  |             | Поштовий блок «Краса і велич України. Харківська область» з чотирьох марок: «Половецькі баби, м. Ізюм»; «Майдан Свободи, м. Харків»; «Церква Спаса Преображення, с. Володимирівка»; «Шарівський палац, смт Шарівка». с укр. — «Почтовый блок „Краса и гордость Украины. Харьковская область“: - Половецкие бабы (г. Изюм); - Площадь Свободы (г. Харьков); - Церковь Спаса Преображения (с. Владимировка); - Шаровский дворец (пгт Шаровка)». | 5,00 гривен       | 23 августа 2018 года | 30 000  | Александр Калмыков           |
| № 1668                                                                       |             | Серія «Краса і велич України» марка «Успенський собор, м. Харків». с укр. — «Серия „Краса и гордость Украины“: - Успенский собор (г. Харьков)». | 5,00 гривен       | 23 августа 2018 года | 130 000 | Александр Калмыков           |
| № 1669                                                                       |             | Блок «Перші українські поштові марки доби визвольних змагань 1917—1921 років»: 100-річчя перших українських поштових марок (Українська Народня Республіка (40 шагів)). с укр. — «Блок „Первые украинские почтовые марки периода освободительной борьбы 1917—1921 годов“: - 100-летие первых украинских почтовых марок (Украинская Народная Республика, 40 шагов)». | 15,00 гривен      | 9 октября 2018 года  | 30 000  | Владимир Таран               |
| № 1670                                                                       |             | Блок «Перші українські поштові марки доби визвольних змагань 1917—1921 років»: 100-річчя перших українських поштових марок (Західно Українська Народна Республика). с укр. — «Блок „Первые украинские почтовые марки периода освободительной борьбы 1917—1921 годов“: - 100-летие первых украинских почтовых марок (Западно-Украинская Народная Республика)». | 15,00 гривен      | 9 октября 2018 года  | 30 000  | Владимир Таран               |
| № 1671                                                                       |             | Блок «Тризуб на державних гербах України доби визвольних змагань 1917—1921 років» з двох марок: Українська Народна Республіка. с укр. — «Блок „Трезубец на государственных гербах Украины периода освободительной борьбы 1917—1921 годов“: - Украинская Народная Республика». | 15,00 гривен      | 10 октября 2018 года | 30 000  | Владимир Таран               |
| № 1672                                                                       |             | Блок «Тризуб на державних гербах України доби визвольних змагань 1917—1921 років» з двох марок: Українська держава. с укр. — «Блок „Трезубец на государственных гербах Украины периода освободительной борьбы 1917—1921 годов“: - Украинское государство». | 15,00 гривен      | 10 октября 2018 года | 30 000  | Владимир Таран               |
| № 1673                                                                       |             | Блок «Українська грошова одиниця — гривня» з двох марок: Українській грошовій одиниці — гривні — 100 років (селянка з серпом). с укр. — «Блок „Украинская денежная единица — гривна“: - Украинской денежной единице — гривне — 100 лет (крестьянка с серпом)». | 15,00 гривен      | 11 октября 2018 года | 30 000  | Владимир Таран               |
| № 1674                                                                       |             | Блок «Українська грошова одиниця — гривня» з двох марок: Українській грошовій одиниці — гривні — 100 років (робітник з молотом). с укр. — «Блок „Украинская денежная единица — гривна“: - Украинской денежной единице — гривне — 100 лет (рабочий с молотом)». | 15,00 гривен      | 11 октября 2018 года | 30 000  | Владимир Таран               |
| № 1675                                                                       |             | Серія «Захисники України»: Боєць «Бренд». с укр. — «Серия „Защитники Украины“: - Боец „Бренд“». | 7,00 гривен       | 12 октября 2018 года | 130 000 | Фото Михаила Миговича        |
| № 1676                                                                       |             | Серія «Захисники України»: Боєць «Лєший». с укр. — «Серия „Защитники Украины“: - Боец „Леший“». | 7,00 гривен       | 12 октября 2018 года | 130 000 | Фото Михаила Миговича        |
| № 1677                                                                       |             | Серія «Винаходи»: Перший електричний трамвай. с укр. — «Серия «Открытия»: Первый электрический трамвай». | 7,00 гривен       | 2 ноября 2018 года   | 130 000 | Д. Болсуновский А. Любченко  |
| № 1678                                                                       |             | Серія «Винаходи»: П’єзодвигун. с укр. — «Серия «Открытия»: Пьезодвигатель». | 10,50 гривен      | 2 ноября 2018 года   | 130 000 | М. Кузнецова                 |
| № 1679                                                                       |             | Серія «Винаходи»: Пересадка рогівки ока. с укр. — «Серия «Открытия»: Пересадка роговицы глаза». | 13,00 гривен      | 2 ноября 2018 года   | 130 000 | М. Омельчук                  |
| № 1680 № 1681 № 1682 № 1683 № 1684 № 1685 № 1686 № 1687 № 1688 № 1689 № 1690 |             | Марковий аркуш серії «Українська абетка». с укр. — «Марочный лист серии «Украинская азбука» из 11 марок». | 7,00 гривен       | 9 ноября 2018 года   | 35 000  | Кость Лавро                  |
| № 1691                                                                       |             | «Котлета по-київськи». с укр. — «Котлета по-киевски». | 7,00 гривен       | 12 ноября 2018 года  | 140 000 | Юлика Правдохина             |
| № 1692                                                                       |             | «Борис Патон. 100 років». с укр. — «Борис Патон, 100 лет». | 7,00 гривен       | 28 ноября 2018 года  | 130 000 |                              |
| № 1693 № 1694 № 1695 № 1696 № 1697 № 1698                                    |             | Серія «Заповідники та природні парки України». Поштовий блок «Карпатський біосферний заповідник». с укр. — «Серия „Заповедники и природные парки Украины“. Почтовый блок „Карпатский биосферный заповедник“». | 7,00 гривен       | 30 ноября 2018 года  | 30 000  | Наталия Кохаль               |
| № 1699                                                                       |             | «Українські паралімпійці в Пхьончхані 2018» з купоном. с укр. — «Украинские паралимпийцы в Пхёнчхане (Южная Корея, 2018)». | V                 | 3 декабря 2018 года  | 130 000 |                              |
| № 1700 № 1701 № 1702 № 1703                                                  |             | Серія «Краса і велич України». Поштовий блок «Краса і велич України. Чернігівська область». с укр. — «Серия „Краса и гордость Украины“. Почтовый блок „Краса и гордость Украины: Черниговская область“.». | 7,00 гривен       | 7 декабря 2018 года  | 30 000  | Александр Калмыков           |
| № 1704                                                                       |             | Серія «Краса і велич України». «Катерининська церква, м. Чернігів». с укр. — «Серия „Краса и гордость Украины: Екатерининская церковь (Чернигов)“». | 7,00 гривен       | 7 декабря 2018 года  | 130 000 | Александр Калмыков           |
| № 1705                                                                       |             | «З Новим роком! Рік Свині». с укр. — «С Новым годом! Год Свиньи». | V                 | 14 декабря 2018 года | 200 000 | Ирина Медведовская           |
| № 1706                                                                       |             | Серія «Українська вишивка — код нації»: «Сорочка (фрагмент). Вінниччина». с укр. — «Серия „Украинская вышивка — код нации“: „Сорочка (фрагмент). Винничина“». | 7,00 гривен       | 14 декабря 2018 года | 140 000 |                              |
| № 1707                                                                       |             | Серія «Українська вишивка — код нації»: «Рушник (фрагмент). Полтавщина». с укр. — «Серия „Украинская вышивка — код нации“: „Рушник (фрагмент). Полтавщина“». | Z                 | 14 декабря 2018 года | 140 000 |                              |
| № 1708                                                                       |             | Серія «Українська вишивка — код нації»: «Сорочка (фрагмент). Київщина». с укр. — «Серия „Украинская вышивка — код нации“: „Сорочка (фрагмент). Киевщина“». | Z                 | 14 декабря 2018 года | 140 000 |                              |
| № 1709                                                                       |             | Серія «Українська вишивка — код нації»: «Хустка (фрагмент). Львівщина». с укр. — «Серия „Украинская вышивка — код нации“: „Платок (фрагмент) Львовщина“». | 7,00 гривен       | 14 декабря 2018 года | 140 000 |                              |
| № 1710                                                                       |             | «Св. Миколай». с укр. — «Святой Николай». | V                 | 19 декабря 2018 года | 130 000 |                              |
| № 1711 № 1712 № 1713 № 1714                                                  |             | Серія «Краса і велич України». Поштовий блок «Краса і велич України. Сумська область» з чотирьох марок: «Сич волохатий. Деснянсько-Старогутський національний природний парк»; «Воскресенська церква, м. Суми»; «Круглий двір, м. Тростянець»; «Глухівський національний педагогічний університет імені Олександра Довженка, м. Глухів». с укр. — «Серия „Краса и гордость Украины“. Почтовый блок „Краса и гордость Украины: Сумская область“ из четырёх марок.». | 7,00 гривен       | 24 декабря 2018 года | 30 000  | Александр Калмыков           |
| № 1715                                                                       |             | Серія «Краса і велич України»: «Охтирська ікона Божої Матері, XIX ст.». с укр. — «Серия „Краса и гордость Украины“: „Ахтырская икона Божией Матери, XIX век“». | 7,00 гривен       | 24 декабря 2018 года | 130 000 | Александр Калмыков           |
| № 1716 № 1717                                                                |             | «Спільний випуск Україна — Молдова. Церковні дзвони» з двох марок: «Дзвін «Мазепа». 1705 р.»; «Дзвін. 1838 р.». с укр. — «Совместный выпуск Украина — Молдова „Церковные колокола“ из двух марок». | Z                 | 26 декабря 2018 года | 35 000  | Александр Харук Сергей Харук |

## Девятый выпуск стандартных марок
В 2018 году продолжен девятый (2017—) выпуск стандартных марок независимой Украины: в обращение поступили знаки почтовой оплаты литерным номиналом: «D», который соответствует заранее указанному Укрпочтой тарифу на пересылку корреспонденции, а также эквивалентен определённой сумме в гривнях или долларах США, стоимость для продажи последних рассчитывается по курсу НБУ.
Порядок следования элементов в таблице соответствует номеру по каталогу марок Украины на официальном сайте Укрпочты (укр. КМД УДППЗ «Укрпошта»), в скобках приведены номера по каталогу «Михель».
| № по каталогу  | Изображение | Описание и источники | Номинал | Дата выпуска       | Тираж    | Художник            |
| -------------- | ----------- | --- | ------- | ------------------ | -------- | ------------------- |
| № 1632 (Mi #1) |             | «Герби міст, селищ та сіл України»: смт Локачі, Волинська область. с укр. — «Гербы городов и сёл Украины: пгт Локачи, Волынская область». | D       | 16 марта 2018 года | массовый | Наталья Андрийченко |

## Конверты первого дня
| № по каталогу | Конверт | Штемпель | Описание и источники   | Дата выпуска         | Тираж | Художник           |
| ------------- | ------- | -------- | ---------------------- | -------------------- | ----- | ------------------ |
| №             |         |          | Олеся Гудыма «Невеста» | 14 августа 2018 года | 0000  | художник О. Гудыма |

## Комментарии
1. ↑  Коммеморативные марки — обобщённое название специальных художественных (памятных, юбилейных и других) почтовых марок. Для упрощения терминологии в случаях, когда требуется лишь подчеркнуть, что данная марка не является общеупотребляемой (то есть стандартной), под термином «коммеморативная марка» подразумевают, кроме перечисленных выше, также тематические (рисунки которых, посвящены определённой теме коллекционирования) марки. Также все упомянутые марки, объединённые термином «коммеморативная», имеют общую черту: как правило, такие марки изготовляются на высоком полиграфическом уровне[3].
2. 1 2 3  Литерный номинал «D»[4] эквивалентен 4,00 грн (курсовая стоимость марки приведена по данным Укрпочты на 30 июня 2018 года)[5].
3. 1 2 3 4  Литерный номинал «V» соответствует тарифу на пересылку неприоритетного простого почтового отправления, массой до 20 грамм в пределах Украины[4]. Литерный номинал «V» эквивалентен 7,00 грн (курсовая стоимость марки приведена по данным Укрпочты на 11 декабря 2018 года)[5].
4. 1 2  Литерный номинал «W» эквивалентен $ 1,50[5][16].
5. 1 2 3 4 5 6  Литерный номинал «Z» эквивалентен $ 1,00[5][15].
6. ↑  Ниже приведён перечень памятных художественных марок (с возможностью сортировки по номиналу, тиражу и дате введения в обращение).
7. 1 2  На самоклеющейся бумаге.
8. ↑  Формат марочного листа 113х122 мм. На листе 8 марок + купон (на купоне портрет К. Малевича). Количество марочных листов на печатном листе — 12. Дизайн почтовой марки[en], купона и почтового штемпеля — Владимир Таран[13].
9. ↑  Дизайнер Владимир Таран[17].
10. ↑  Дизайнер блока и штемпеля — Владимир Таран[18]. Почтовая марка 1644 и 1646 (Девочка на фоне персидского ковра (1886) обладает разным номиналом: № 1644 — 5,00 грн, а в составе блока (№ 1646) — 7,50 грн.
11. ↑  Формат почтовой марки № 1660 — 40х40 мм. Формат марочного листа 147х150 мм. Количество марок в листе: 8+1 купон, надписи на двух языках: «Кохання — це життя!» и «Love is life!», штрихкод: 4823027144054. Количество марочных листов на одном печатном листе — 12[25].
12. ↑  Формат почтовой марки № 1661 — 40х40 мм. Формат марочного листа 147х150 мм. Количество марок в листе: 8+1 купон, надписи на двух языках: «Кохання — це життя!», «Love is life!» и «Національний художній музей України», штрихкод: 4823027144061. Количество марочных листов на одном печатном листе — 12[26].
13. ↑  Формат почтовой марки № 1662 — 40х40 мм. Формат марочного листа 147х150 мм. Количество марок в листе: 8+1 купон, надписи на двух языках: «Кохання — це життя!» и «Love is life!», штрихкод: 4823027144078. Количество марочных листов на одном печатном листе — 12[27].
14. 1 2  Тираж почтового блока — 30 000 экземпляров (из них 500 — не перфорированы и пронумерованы для участников XVI Национальной филателистической выставки и для поощрения активистов филателистического движения на Украине)[31].
15. 1 2  Дизайнер блока и штемпеля — Владимир Таран[31].
16. 1 2  Тираж почтового блока — 30 000 экземпляров (из них 500 — не перфорированы и пронумерованы для участников XVI Национальной филателистической выставки и для поощрения активистов филателистического движения на Украине)[32].
17. 1 2  Дизайнер блока и штемпеля — Владимир Таран[32].
18. 1 2  Тираж почтового блока — 30 000 экземпляров (из них 500 — не перфорированы и пронумерованы для участников XVI Национальной филателистической выставки и для поощрения активистов филателистического движения на Украине)[33].
19. 1 2  Дизайнер блока и штемпеля — Владимир Таран[33].
20. ↑  Ниже приведён перечень стандартных марок (с возможностью сортировки по номиналу, тиражу и дате введения в обращение).